# La Grande Bataille (film, 1978)
Pour les articles homonymes, voir La Grande Bataille.
Pour plus de détails, voir Fiche technique et Distribution.
La Grande Bataille (Il grande attacco) est un film italo-germano-yougoslave réalisé par Umberto Lenzi et sorti en 1978.

## Synopsis
Le général américain Foster (Henry Fonda), le reporter Sean O'Hara (John Huston), le major allemand Manfred Roland (Stacy Keach) et l'actrice juive Annelise Ackermann (Samantha Eggar) se rencontrent à Berlin lors des Jeux Olympiques de 1936 où ils tressent des liens d'amitié. 
Des années plus tard, au cours de la Seconde Guerre mondiale, leurs destins, ainsi que ceux d'un officier allemand (Helmut Berger) et d'un membre des commandos britanniques (Giuliano Gemma), vont converger vers la Tunisie où alliés et allemands s'affronteront lors de la bataille de la Ligne Mareth.

## Fiche technique
- Titre : La Grande Bataille
- Titre original : Il grande attacco
- Réalisation : Umberto Lenzi
- Sujet : Umberto Lenzi
- Scénario : Umberto Lenzi, Cesare Frugoni
- Producteur : Mino Loy, Luciano Martino
- Maison de production :	Dania Film, National Cinematografica
- Distribution :  (Italie) Titanus
- Photographie :	Federico Zanni
- Montage : Eugenio Alabiso
- Effets spéciaux : Gino Vagniluca
- Musique : Franco Micalizzi
- Décors : Giuseppe Bassan
- Costumes : Luciano Sagoni
- Maquillage : Walter Cossu
- Durée : 100 min
- Genre : Drame,	Film de guerre
- Pays de production :  Italie -  Allemagne de l'Ouest -  Yougoslavie
- Année : 1978
- Date de sortie en salle en France : 7 juin 1978[1]

## Distribution
- Helmut Berger (VF : Bernard Murat) : le lieutenant Kurt Zimmer
- Samantha Eggar (VF : Perrette Pradier) : Annelise Ackermann
- Giuliano Gemma (VF : Dominique Paturel) : le capitaine Martin Scott
- Henry Fonda (VF : Roland Ménard) : le général Foster
- John Huston (VF : Jacques Berthier) : le professeur O'Hara
- Stacy Keach (VF : Daniel Gall) : le lieutenant Manfred Roland
- Ray Lovelock (VF : Pierre Arditi) : John Foster
- Aldo Massasso : le lieutenant William Mc Shane
- Venantino Venantini (VF : Georges Berthomieu) : Michael
- Evelyn Stewart (VF : Liliane Patrick) : Sybil Scott
- Edwige Fenech (VF : Béatrice Delfe) : Danielle
- Andrea Bosic : Mimis Parnat
- Mirko Ellis : le capitaine Hans
- Attilio Dottesio (VF : Jean-Jacques Steen) : le tenancier français
- Ermelinda De Felice : l'épouse du tenancier
- Mario Piave : un soldat anglais
- Pierangelo Civera (VF : Jean-Louis Maury) : un agent Gestapo
- Max Turilli (VF : Jean Violette) : un agent Gestapo
- Rik Battaglia (VF : Michel Derain) : un partisan français
- Giacomo Rossi Stuart (VF : Bernard Tiphaine) : le commandant des parachutistes américains
- Tom Felleghy (VF : Jacques Balutin) : un colonel américain
- Luciano Catenacci (VF : Edmond Bernard) : un sergent anglais
- Marco Guglielmi : le capitaine Fitzpatrick
- Aldo Barberito : un officier allemand
- Geoffrey Copleston (VF : Jean Violette) : le général Jurgens
- Bill Vanders : le général Von Arnim
- Guy Doleman (VF : Jacques Balutin) : le général Charlie Whitmore
- Patrick Reynolds (VF : Jacques Ferrière) : le correspondant de guerre assistant O'Hara
- Robert Stafford (VF : Georges Atlas) : le général Patton
- Giuseppe Castellano (VF : Alain Dorval) : un parachutiste
- Massimo Bonetti : un soldat allemand